# STS-91
STS-91 — космический полёт MTKK «Дискавери» по программе «Спейс шаттл» (91-й полёт программы). Дискавери стартовал 2 июня 1998 года из Космического центра Кеннеди в штате Флорида. STS-91 стал последним полётом шаттла к орбитальному комплексу «Мир» по программе «Мир — Шаттл». Помимо проведения девятой и последней стыковки шаттла с российским орбитальным комплексом, программа полёта STS-91 предусматривала доставку и возвращение грузов, выполнение различных экспериментов.

## Полезная нагрузка
Грузовой отсек «Дискавери» был оформлен не так, как обычно. В его передней части была установлена внешняя шлюзовая камера, на верху которой размещалась стыковочная система шаттла ODS со стыковочным агрегатом типа АПАС. За шлюзовой камерой был установлен туннельный адаптер с люком для выхода в открытый космос. От него в направлении к одинарному модулю Spacehab SM шёл переходный туннель. В нескольких предыдущих полетах использовался двойной модуль Spacehab DM, но на этот раз он бы не уместился, потому что за модулем в грузовом отсеке была установлена поперечная ферма, на которой был размещён спектрометр AMS.

### Масса
- Масса системы при старте (включая массу SRB, бака и корабля) — 2 047 746 кг
- Масса корабля при выведении — 117 861 кг;
- Масса полезной нагрузки — 16 537 кг, включая:
  - Манипулятор RMS — 451 кг;
  - Стыковочная система ODS — 1822 кг;
  - Модуль Spacehab SM — 10 093 кг;
  - Спектрометр AMS — 4 171 кг;
- Масса корабля при посадке — 111 785,9 кг;

### Спектрометр AMS
В 1995 году Министерство энергетики США согласилось финансировать эксперимент доктора Сэмюэла Тинга по регистрации частиц антивещества и «скрытой массы» во Вселенной. Профессор физики Массачусетского технологического института Тинг, в течение многих лет занимается физикой элементарных частиц и в 1976 году был удостоен Нобелевской премии по физике за открытие J-частиц. Магнитный спектрометр AMS (англ. Alpha Magnetic Spectrometer) было решено установить на борту Международной космической станции, а первый образец опробовать в полете STS-91.

## Экипаж
В экипаж старта входили шесть человек, в экипаж возвращения — семь.

### Экипаж старта
- (НАСА): Чарлз Прекорт (4)[6] — командир;
- (НАСА): Доминик Гори (1) — пилот;
- (НАСА): Франклин Чанг-Диаз (6) — специалист по программе полёта-1, руководитель работ с полезной нагрузкой;
- (НАСА): Уэнди Лоуренс (3) — специалист по программе полёта-2;
- (НАСА): Джанет Каванди (1) — специалист по программе полёта-3;
- (ККА): Валерий Рюмин (4) — специалист по программе полёта-4[7].

### Экипаж возвращения
Вместе с экипажем старта на Землю вернулся после четырёхмесячной работы на ОК «Мир» астронавт НАСА Эндрю Томас.
- (НАСА): Эндрю Томас (2)